# 陳司敗
陈司败，名不详，春秋时期陈国的司败（相当于其他国家的司寇）。
陈司败问孔子，鲁昭公是否知礼。孔子回答鲁昭公知礼。陈司败后来见到孔子的弟子巫马期，向他作了个揖，请他走近自己，说：“吾闻君子不党，君子亦党乎。”他举例说明，鲁昭公从吴国娶了夫人，与鲁君同姓，于是称她为吴孟子。违法同姓不婚的原则，鲁昭公若算得上知礼，还有谁不知礼。巫马期告诉了孔子。孔子说：“我孔丘真幸运，如果有错误，别人一定会指出来让我知道。”